# Miranda de la Costa Blava
La Miranda de la Costa Blava és una muntanya de 2.317 metres que es troba al municipi de Lladorre, a la comarca del Pallars Sobirà.